# Spiranthera leopoldiana
Spiranthera leopoldiana är en vinruteväxtart som beskrevs av P. Bamps & A. Robyns. Spiranthera leopoldiana ingår i släktet Spiranthera och familjen vinruteväxter. Inga underarter finns listade i Catalogue of Life.